# Palerme arabo-normande et les cathédrales de Cefalú et Monreale
Palerme arabo-normande et les cathédrales de Cefalú et Monreale est le nom officiel donné par l'UNESCO à un ensemble de monuments datant de l’époque du royaume normand de Sicile (1130-1194). 
Inscrit en 2015, le bien regroupe neuf sites. Deux palais (avec une chapelle), trois églises, une cathédrale et un pont se trouvent à Palerme, la capitale du royaume, et deux cathédrales sont situées dans les villes de Monreale et Cefalù. Ensemble, ils constituent un exemple exceptionnel d’un syncrétisme socioculturel entre les cultures occidentale, islamique et byzantine.

## Les sites
| Site                              | Ville    | Photo |
| --------------------------------- | -------- | ----- |
| Palais Royal ou des Normands      | Palerme  |       |
| Chapelle palatine du Palais Royal | Palerme  |       |
| La Zisa                           | Palerme  |       |
| Cathédrale de Palerme             | Palerme  |       |
| Église Saint-Jean des Ermites     | Palerme  |       |
| Église de la Martorana            | Palerme  |       |
| Église San Cataldo                | Palerme  |       |
| Pont de l’Amiral                  | Palerme  |       |
| Cathédrale de Cefalù              | Cefalù   |       |
| Cathédrale de Monreale            | Monreale |       |

## Sources
- Site de l'UNESCO.